# 板倉町コミュニティバス
板倉町コミュニティバス（いたくらまちコミュニティバス）は、群馬県邑楽郡板倉町により運行されるコミュニティバスである。
板倉東洋大前駅を起点に、町内の各方面（一部区間は館林市内も運行）を運行する。平日のみ運行（祝日と年末年始は運休）。運賃は無料で誰でも乗車可能であり、市町村の車両（白ナンバー）による無償住民輸送という扱いとなるため道路運送法上の乗合バス事業には該当しない。
かつて邑楽地区の複数自治体で運営する館林市外四町広域公共路線バスの一路線として館林・明和・板倉線を館林市・明和町・板倉町の共同で運行していたが、運行ルートに関して板倉町と明和町で意見対立を生じたため2020年度（2021年3月31日）をもって廃止された。板倉町コミュニティバスは、廃止されることになった館林・明和・板倉線のうち板倉町内の交通をカバーするために運行開始されたものである。
2024年4月からは、やはり館林市外四町広域公共路線バスの一路線として運行されていた館林・板倉北線が廃止されることにより館林・板倉北線のうち板倉町内の代替交通となる「板倉町コミュニティバス北線」が新たに運行されることになり、これに伴って従来の板倉町コミュニティバスは「板倉町コミュニティバス南線」となった。

## 運行路線

### 南線
- 朝夕便：板倉東洋大前駅西口 - 上五箇 - 排水機場西 - 板倉町役場
- 日中便：板倉東洋大前駅西口 - 上五箇 - 排水機場西 - アゼリアモール

廃止された広域公共路線バス館林・明和・板倉線の代替として、2021年4月1日から運行開始。
当初は路線名は特に設定されていなかったが、「館林・板倉北線」の運行廃止に伴い「北線」が運行されることになったことで、こちらには「南線」の名前が付された。

### 北線
- 朝夕便：板倉東洋大前駅西口 - 邑楽土地改良区前 - 細谷集会所前 - 西岡公民館前 - 西岡新田区民館前 - 大曲住民センター前 - 板倉町役場
- 日中便(1)：板倉東洋大前駅西口 - 北海老瀬 - 細谷集会所前 - 大曲住民センター前 - アゼリアモール
- 日中便(2)：板倉東洋大前駅西口 - 邑楽土地改良区前 - 西岡公民館前 - 西岡新田区民館前 - アゼリアモール

廃止された広域公共路線バス館林・板倉北線の代替として、2024年4月運行開始。広域公共路線バス時代と比べ、県道館林藤岡線よりも北の細い道路を経由して、周辺集落を回っていくルート設定になっている。